# Zanzibar Land
Zanzibar Land è l'immaginario stato a riconoscimento limitato che fa da ambientazione principale al videogioco stealth Metal Gear 2: Solid Snake, creato da Hideo Kojima e uscito su MSX2 nel 1990, seguito del primo capitolo uscito nel 1987.

## Storia del luogo

### Origini di Zanzibar Land
L'esatta posizione geografica di Zanzibar Land è controversa: ufficialmente è noto solo che si tratta di «una nazione senza litorale circondata dal Pakistan, dall'URSS, dalla Cina e dall'Afghanistan»; la sua locazione potrebbe dunque essere molto probabilmente nel Badakhshan, sebbene altre fonti suggeriscano la regione di Almaty in Kazakistan. Precedentemente Zanzibar era una provincia autonoma facente parte dell'Unione Sovietica. A seguito della dichiarazione di indipendenza delle repubbliche baltiche negli anni 1990 si è venuta a creare una forte opposizione ribelle al vecchio regime che spadroneggiava. Il periodo di crisi ispirò il nazionalismo dei leader del luogo, che nel 1997 hanno affermato la sua indipendenza.
Nonostante l'intervento della Comunità degli Stati Indipendenti, la piccola regione vinse la guerra e divenne ufficialmente una nazione autonoma. La battaglia prese il nome di "Guerra del Mercenario", poiché fu proprio grazie a Big Boss e ai suoi uomini che, dopo la distruzione di Outer Heaven, si recarono fino in Asia per supportare militarmente la regione di Zanzibar.

### Caratteristiche di Zanzibar Land
Big Boss, grazie al suo successo, da cui dipese l'indipendenza della nazione, venne coronato capo di Zanzibar, e la trasformò nell'eredità di quello che fino al 1995 era stato il perfetto ritrovo e rifugio sicuro per i mercenari di tutto il mondo, Outer Heaven. Lo Stato di Zanzibar Land si estende per una superficie di circa 450 km², lungo i quali si sviluppa un ecosistema molto ben differenziato: il sud del paese è desertico, mentre il nord è composto da steppa e montagne. Il clima è prettamente arido con una certa differenza di temperatura fra il giorno e la notte. Zanzibar può permettersi un ampio sostentamento economico dato dall'abbondanza di risorse naturali sul territorio: la regione infatti è ricca di ferro, carbone, bauxite, tungsteno, zucchero da barbabietola, farina, avena, patate e mais, mentre il terreno arabile ammonta al 24% della superficie statale. La popolazione di Zanzibar Land è di circa 40 000 abitanti, appartenenti a molte etnie, tanto che nello Stato si parlano ufficialmente inglese, russo, ucraino, polacco, uzbeco, vietnamita e francese. La speranza di vita a Zanzibar, a causa della filosofia guerrafondaia e belligerante della nazione, si aggira attorno ai 41.5 anni per gli uomini e 40.31 anni per le donne, con nascite e morti, rispettivamente, di 20 e 38.5 ogni mille abitanti. La valuta in uso a Zanzibar Land è chiamata zanje.
A Zanzibar Land esistono alcuni animali esclusivi del luogo, come il criceto di Zanzibar, lungo anche 30 centimetri, l'allocco di Zanzibar, che viene utilizzato come organismo modello marcatempo, e il serpente di Zanzibar, risultato degli esperimenti di biomedicina condotti dagli scienziati di Big Boss.

### Sicurezza, potere militare e terrorismo di Zanzibar Land
Come accadde con Outer Heaven, in due brevi anni Zanzibar Land sviluppò un potenziale bellico straordinario; non a caso il 75% del prodotto interno lordo del paese veniva utilizzato per spesa e ricerca e sviluppo militare. La sicurezza della repubblica era affidata a mercenari micidiali, come ad esempio Running Man, esperto dinamitardo e terrorista ricercato dal Kommando Spezialkräfte; Kyle Schneider (noto anche come Black Ninja), ex-membro delle forze di sicurezza della NASA; Red Blaster, abile granatiere ex-Specnaz; e la squadra di protezione personale di Big Boss, chiamata Four Horsemen, e composta interamente da ex-membri Special Air Service e GSG-9. Inoltre tra i vari soldati di Zanzibar vi furono anche Gray Fox, che dopo la caduta di Outer Heaven si unì a Big Boss nel suo viaggio fino in Asia, e Sniper Wolf, che Big Boss salvò da bambina e portò con sé fino a Zanzibar Land. Sullo Stato svetta la struttura di sorveglianza militare nota come "Torre di Zanzibar", un edificio di 30 piani alto circa 600 metri, mentre tutto intorno al territorio statale la terra è cosparsa di "sabbia canterina", importata da Okinawa, nota per la sua alta percentuale di quarzo, che le permette di produrre un caratteristico suono quando ci si cammina sopra, dovuto alla frizione tra le superfici delle pietre, e che viene utilizzata per rivelare meglio eventuali intrusioni nemiche.
Tuttavia, ispirandosi a quanto fatto con Outer Heaven, Big Boss sapeva che la sua nazione aveva bisogno di una nuova terrificante arma, che avrebbe potuto garantirgli un'assicurazione contro il mondo, grazie al concetto di deterrenza. Decise così di rimettere mano al progetto del Metal Gear, e diede inizio al periodo chiamato "Terrorismo di Zanzibar Land": Big Boss organizzò spedizioni e assalti a impianti di smaltimento per armi nucleari in tutto il mondo, con lo scopo di recuperare ingenti quantità di yellowcake; inoltre fece rapire uno scienziato ceco di fama mondiale, Kio Marv, inventore dell'OILIX, un organismo microalgale in grado di raffinare il petrolio di alta qualità, e lo fece imprigionare a Zanzibar. Come ultimo tassello del suo piano, Big Boss ingaggiò nuovamente il dottor Drago Pettrovich Madnar per la costruzione del Metal Gear D: questo nuovo modello vantava un armamento ancora migliore del precedente, avendo in dotazione una mitragliatrice a tre canne da 60 mm, una mitragliatrice standard calibro 0.22 (5.56mm) ed un cannone da 75 mm. Ovviamente l'arsenale nucleare era stato perfezionato con un pod da sei missili, tre SRBM e tre MRBM.

## InMetal Gear 2: Solid Snake
A causa di tutto il movimento di risorse, attacchi terroristici e soldati generato da Big Boss, nel giro di soli due anni iniziò il periodo noto come "Disordini di Zanzibar Land": i Patriots, ancora una volta, decisero di compromettere i suoi piani. Il 24 dicembre 1999, mentre tutto il mondo festeggiava la vigilia di Natale, venne organizzata l'operazione Intrude F014 e Solid Snake venne inviato nuovamente in missione per impedire che Zanzibar Land diventasse una minaccia troppo potente all'alba del XXI secolo. Snake riesce nel distruggere definitivamente il Metal Gear D e sconfigge Gray Fox (che per diverso tempo sarà creduto morto). Big Boss stesso, ormai sessantaquattrenne, verrà sconfitto dal giovane Solid Snake, a cui rivelerà di essere suo "padre" genetico a seguito dell'esperimento di clonazione dei Patriots. Profeticamente Big Boss annuncerà a Snake che «Chiunque vinca, la nostra lotta non finisce qui. Il perdente è libero dalla battaglia, ma il vincente no. Il sopravvissuto dovrà vincere la sua vita di guerriero, fino al momento della sua morte».
Con la dipartita di Big Boss, la nazione di Zanzibar Land crollò ed il suo esercito si disperse.

## Rivelazioni:Metal Gear SolideGuns of the Patriots
Sei anni dopo i disordini di Zanzibar Land, quando Solid Snake viene richiamato in azione per risolvere la rivolta della FOXHOUND a Shadow Moses organizzata da Liquid Snake, si viene a scoprire che il corpo gravemente lacerato di Big Boss fu recuperato dai Patriots e tenuto in stato di coma per poi essere utilizzato, tramite il DNA, per i primi tentativi di creazione del SOP (il sistema di monitoraggio militare tramite le nanomacchine). Altra parte del suo codice genetico fu inoltre usato per la creazione dei Soldati Genetici. Quindici anni dopo Zanzibar, in Metal Gear Solid 4: Guns of the Patriots, a seguito della distruzione del SOP, Big Boss si risveglia dal coma e si riunisce con Solid Snake al cimitero nazionale di Arlington. Rivela tutta la verità sui Patriots e sul legame con il loro capo, Major Zero, anch'egli presente e ridotto ad uno stato vegetativo su una sedia a rotelle. Dopo aver raccontato tutto, interrompe l'afflusso di ossigeno a Zero, provocandone la morte. Infine anche Big Boss morirà a causa del nuovo FOXDIE che è stato iniettato a Snake da Drebin e pronuncerà le sue ultime parole piangendo sulla tomba di The Boss, in presenza di Snake che lo aiuterà a prendere un'ultima boccata di sigaro.